# Keski-Tuulijärvi
Keski-Tuulijärvi och Ylinen Tuulijärvi, eller Tuulijärvi eller Tuulijärvet är sjöar i Finland. De ligger i kommunen Enontekis i landskapet Lappland, i den norra delen av landet, 900 km norr om huvudstaden Helsingfors. Keski-Tuulijärvi ligger 307,1 meter över havet. De ligger vid sjön Peltojärvi. Arean är 10 hektar och strandlinjen är 1,61 kilometer lång. Sjön  ingår i Kemi älvs huvudavrinningsområde. 